# فمینیسم در آلمان
فمینیسم در آلمان (انگلیسی: Feminism in Germany)
فمینیسم در آلمان به عنوان یک جنبش مدرن از دوران ویلهلمی (۱۸۸۸–۱۹۱۸) آغاز شد، زمانی که زنان فردی و گروه‌های حقوق زنان فشار می‌آوردند تا موسسات سنتی، از جمله دانشگاه‌ها و دولت‌ها، درهای خود را به روی زنان باز کنند. این جنبش در سال ۱۹۱۹ به حق رأی زنان انجامید. امواج بعدی فعالان فمینیستی برای گسترش حقوق زنان تلاش کردند.

## تاریخچه

### دوره قرون وسطی تا دوره مدرن اولیه
وضعیت زنان بسته به مناطق و دوره‌ها متفاوت بود. منابع دودمان اتونی ارزش زنان را همانند مردان ارزیابی می‌کردند، به جز در مورد قدرت فیزیکی. سنت ساکسون نقش برابر زنان در خانواده را اختصاص داده بود که به نقش‌های قدرتمند امپراتریس‌ها و رهبان‌ها در دوره اتونی کمک می‌کرد.
فمینیسم در آلمان ریشه‌های خود را در زندگی زنانی که در قرون وسطی به چالش کشیدن نقش‌های جنسیتی متداول، پیدا کرد.
قانون سالیک، که قوانین سرزمین‌های آلمان بر اساس آن بنا شده بود، زنان را از لحاظ حق مالکیت و ارث در موقعیت نامساعدی قرار می‌داد. بیوه‌های آلمانی برای نمایندگی در دادگاه نیاز به ولی مرد داشتند. برخلاف قانون آنگلو-ساکسون یا قانون ویزگوت‌ها، قانون سالیک زنان را از حق جانشینی محروم می‌کرد. وضعیت اجتماعی بر اساس نیروی نظامی و نقش جنسیتی پایه‌گذاری شده بود، واقعیتی که در مراسم مربوط به نوزاد مشخص می‌شد، زمانی که نوزادان دختر ارزش کمتری نسبت به نوزادان پسر داشتند. استفاده از خشونت فیزیکی علیه همسران تا قرن هجدهم در قانون باواریا پذیرفته شده بود.: ۴۰۵ 
برخی از زنان صاحب نفوذ در دوران قرون وسطی در دربارهای سلطنتی یا محیط‌های صومعه‌ای تأثیرگذار بودند. هیلدگارد بینگنی، گرترود بزرگ، الیزابت از باواریا (۱۴۷۸–۱۵۰۴)، و آرگولا فون گرومباخ از جمله زنانی هستند که دستاوردهای مستقلی در زمینه‌هایی چون زنان در پزشکی، آهنگسازی، نوشتار مذهبی و حکومت و نیروی نظامی داشتند.
تاریخ‌نگار و نمایشنامه‌نویس هروسویتا گاهی اولین فمینیست شناخته می‌شود.

### روشنگری و اوایل قرن نوزدهم
به رسمیت شناخته شدن حقوق زنان در آلمان کندتر از برخی کشورهای دیگر مانند انگلستان، زنان در فرانسه،: ۴۰۶–۷  زنان در ایالات متحده آمریکا یا کانادا بود. حقوق برابر والدین تحت قانون آلمان تا قرن بیستم در جمهوری فدرال آلمان به دست نیامد؛ کد مدنی آلمان که در سال ۱۹۰۰ معرفی شد، قانونی را در این زمینه تغییر نداد و آن را دقیقاً بر اساس قوانین عمومی ایالت‌های پروس در سال ۱۷۹۴ پایه‌گذاری کرد. حقوق مالکیت نیز تغییرات کندی داشت. در اواخر قرن نوزدهم، زنان متأهل هنوز هیچ حقوق مالکیتی نداشتند و نیاز به ولی مرد برای اداره اموال خود داشتند (استثنائاتی برای مواردی که شوهران در زندان یا غایب بودند وجود داشت). هر زنی که کسب‌وکار صنعتگری به ارث می‌برد، در عمل آزادی بیشتری برای مدیریت کسب‌وکار داشت، اما اجازه حضور در جلسات صنف را نداشت و باید مردی را برای نمایندگی منافع خود می‌فرستاد. سنت بر این بود که «دولت یک برگر را به رسمیت می‌شناسد اما یک برگرس را نه».: ۴۰۶ 
عصر روشنگری آگاهی از نظریه فمینیستی را به انگلستان و فرانسه آورد، به ویژه در آثار مری ولستون‌کرافت. این روند در مناطق آلمانی‌زبان کندتر بود. در حالی که زنان طبقه بالا در انگلستان و فرانسه قادر به نوشتن آثار فمینیستی بودند و برخی از آنها نویسندگان برجسته‌ای در این زمینه شدند، شبکه‌ای از نویسندگان و فعالان فمینیستی در آلمان مدرن به کندی ظهور کرد. دلایل مختلفی برای این مسئله مطرح شده است، از جمله مناطق تقسیم شده، نبودن یک پایتخت مرکزی و کند بودن گسترش رمان‌ها و سایر اشکال ادبی در مناطق آلمانی‌زبان.: ۴۰۶  زنان با استعداد ادبی بیشتر در انزوا کار می‌کردند، اما آنها میراثی از نامه‌ها و خاطرات به جای گذاشتند که در دهه‌های اول قرن بیستم با روند تاریخی فرهنگی (تاریخ فرهنگ) محبوبیت جدیدی پیدا کرد.: ۴۰۷ 
ایده‌های فمینیستی شروع به گسترش کردند و برخی از زنان رادیکال به صراحت در حمایت از حقوق زنان صحبت کردند. سوفی مرئو در سال 1784 Almanach für Frauen (آلمنک زنان) را منتشر کرد.: ۴۰۷  فمینیسم به عنوان یک جنبش به سمت انتهای قرن نوزدهم پیشرفت کرد، هرچند هنوز هیچ تلاشی جدی برای گسترش حق رأی زنان در آلمان وجود نداشت. برخی از زنانی که برای حقوق زنان تلاش می‌کردند، در واقع مخالف اعطای حق رأی به زنان بودند، نگرشی که در آغاز قرن بیستم رایج شد، زمانی که بسیاری از آلمانی‌ها نگران بودند که اعطای حق رأی به زنان منجر به افزایش آراء سوسیالیست‌ها شود.: ۴۰۷ 

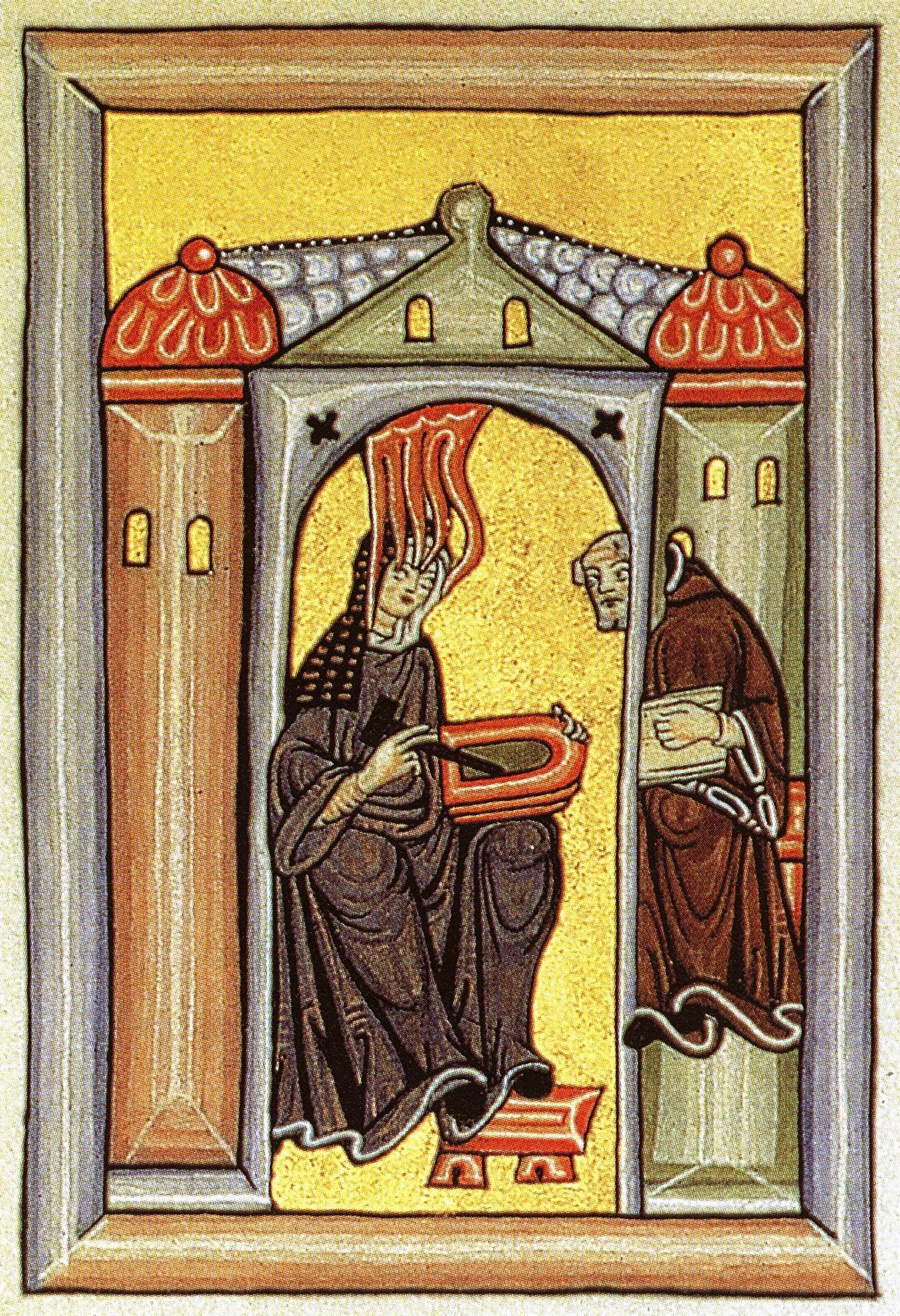
هیلدگارد بینگنی،  نویسنده مذهبی و پزشکی قرون وسطی و پلی‌مات
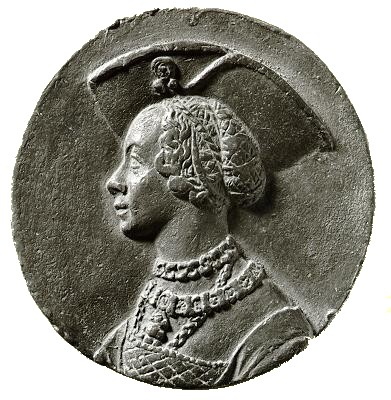
آرگولا فون گرومباخ،  شخصیت جنبش اصلاحات پروتستانی
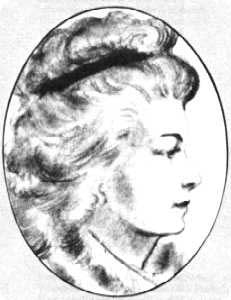
سوفی مرئو،  نویسنده عصر روشنگری

### آلمان ویلهلمی
فرایند اتحاد آلمان پس از سال ۱۸۷۱ به شدت تحت سلطه مردان بود و به مسائل مردانه مانند شجاعت نظامی و موضوع «وطن پدری» اولویت می‌داد. با این حال، زنان به‌طور قابل توجهی خود را سازماندهی کردند. زنان طبقه متوسط در اتحادیه زنان آلمان (Bund Deutscher Frauenvereine)، که در سال ۱۸۹۴ تأسیس شد، ثبت‌نام کردند. این اتحادیه به ۱۳۷ گروه مختلف حقوق زنان از سال ۱۹۰۷ تا ۱۹۳۳، زمانی که آلمان نازی این سازمان را منحل کرد، گسترش یافت.
اتحادیه زنان آلمان (BDF) جهت‌گیری ملی به سازمان‌های زنان که از دهه ۱۸۶۰ شروع به گسترش کرده بودند، داد. از ابتدا، BDF یک سازمان بورژوازی بود و اعضای آن به دنبال برابری با مردان در زمینه‌هایی مانند آموزش، فرصت‌های مالی و زندگی سیاسی بودند. زنان طبقه کارگر مورد استقبال قرار نگرفتند؛ آنها توسط سوسیالیسم سازماندهی شدند.
سازمان‌های رسمی برای ترویج حقوق زنان در دوره ویلهلمی به تعداد زیاد رشد کردند. فمینیست‌های آلمانی شروع به شبکه‌سازی با فمینیست‌های کشورهای دیگر کردند و در رشد سازمان‌های بین‌المللی مشارکت داشتند؛ ماری استریت نه تنها در آلمان بلکه با اتحاد بین‌المللی زنان (IWSA) نیز فعال بود. استریت با فمینیست‌های رادیکال آنیتا آسپیورگ (اولین زن فارغ‌التحصیل دانشگاهی آلمان) و مینا کاؤر ملاقات کرد و از انجمن حقوقی زنان حمایت کرد. اهداف استریت شامل حق رأی زنان، دسترسی به تحصیلات عالی، پایان دادن به تن‌فروشی تحت نظارت دولتی، دسترسی آزاد به پیشگیری از بارداری و سقط جنین و اصلاحات در قوانین طلاق بود. استریت در بسیاری از سازمان‌های فمینیستی آلمان در اواخر قرن نوزدهم و اوایل قرن بیستم به عنوان عضو و رهبر فعال بود، از جمله:
- لیگ حمایت از مادران و اصلاحات اجتماعی
- اصلاحات
- فدراسیون اتحادیه‌های زنان آلمان (FGWA)

FGWA در مواضع خود میانه‌رو بود تا اینکه در سال ۱۹۰۲ کمپینی برای اصلاح کد مدنی آلمان راه‌اندازی کرد، اما این کمپین نتواست تغییراتی ایجاد کند. استریت خود را در لبه رادیکال جنبش فمینیستی آلمان یافت و رهبری انجمن آلمانی برای حق رأی زنان را از ۱۹۱۱ تا ۱۹۱۹ بر عهده داشت، زمانی که این هدف در نوامبر همان سال محقق شد.

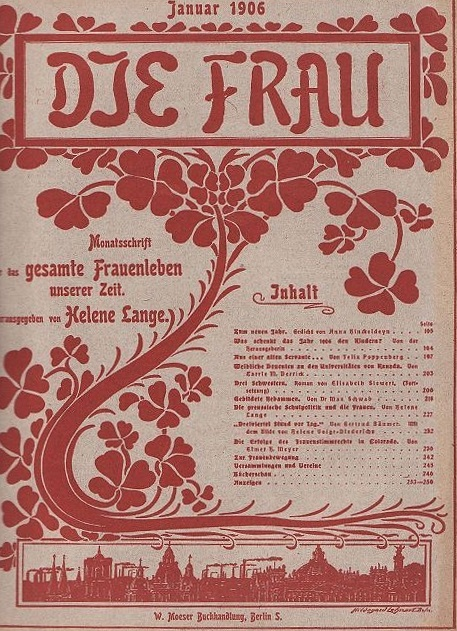
مجله Die Frau، ژانویه ۱۹۰۶، منتشر شده توسط سازمان چتری فمینیستی Bund Deutscher Frauenvereine (BDF)
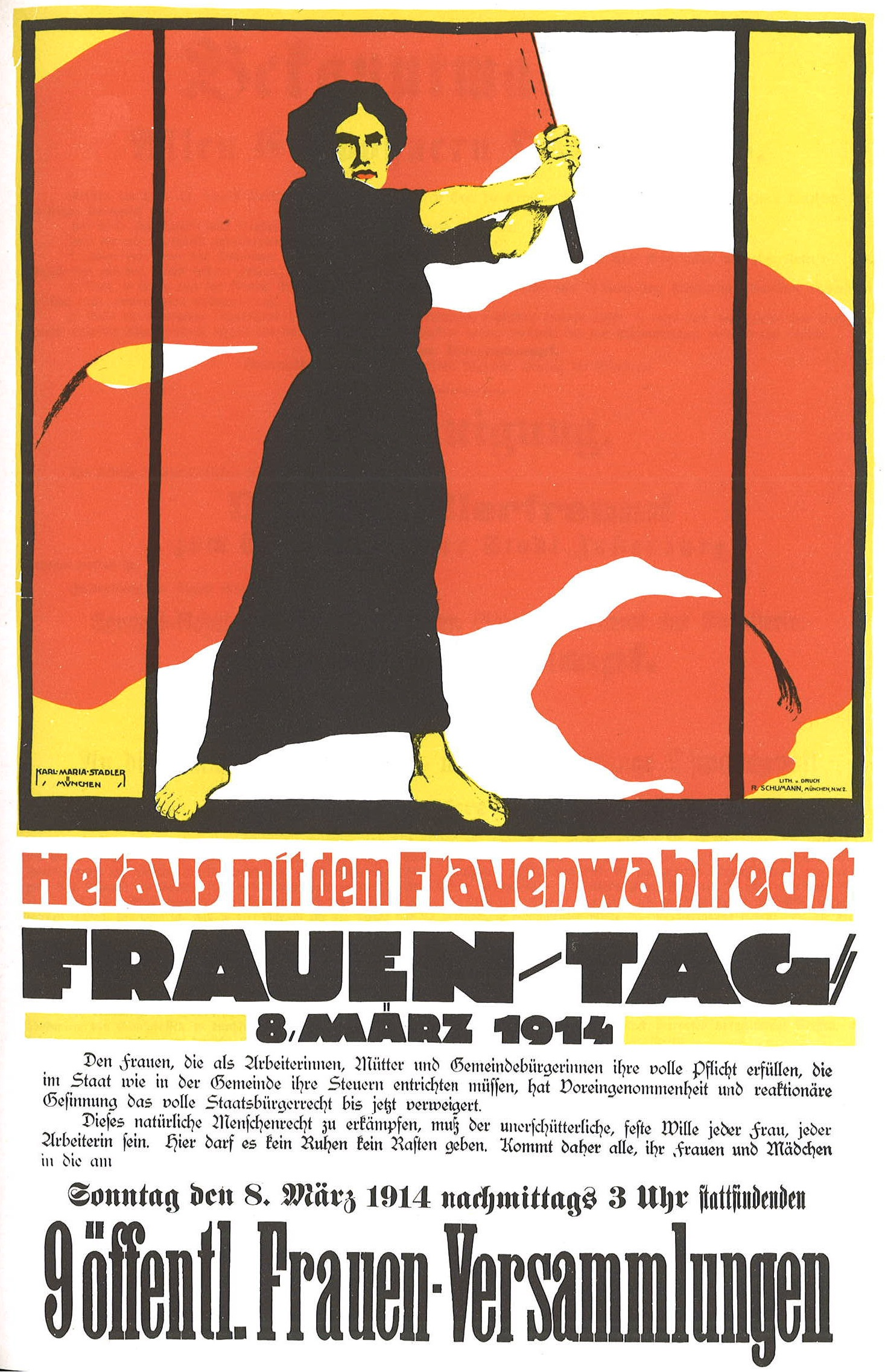
پوستر برای روز جهانی زنان، ۸ مارس ۱۹۱۴. درخواست حق رأی برای زنان.
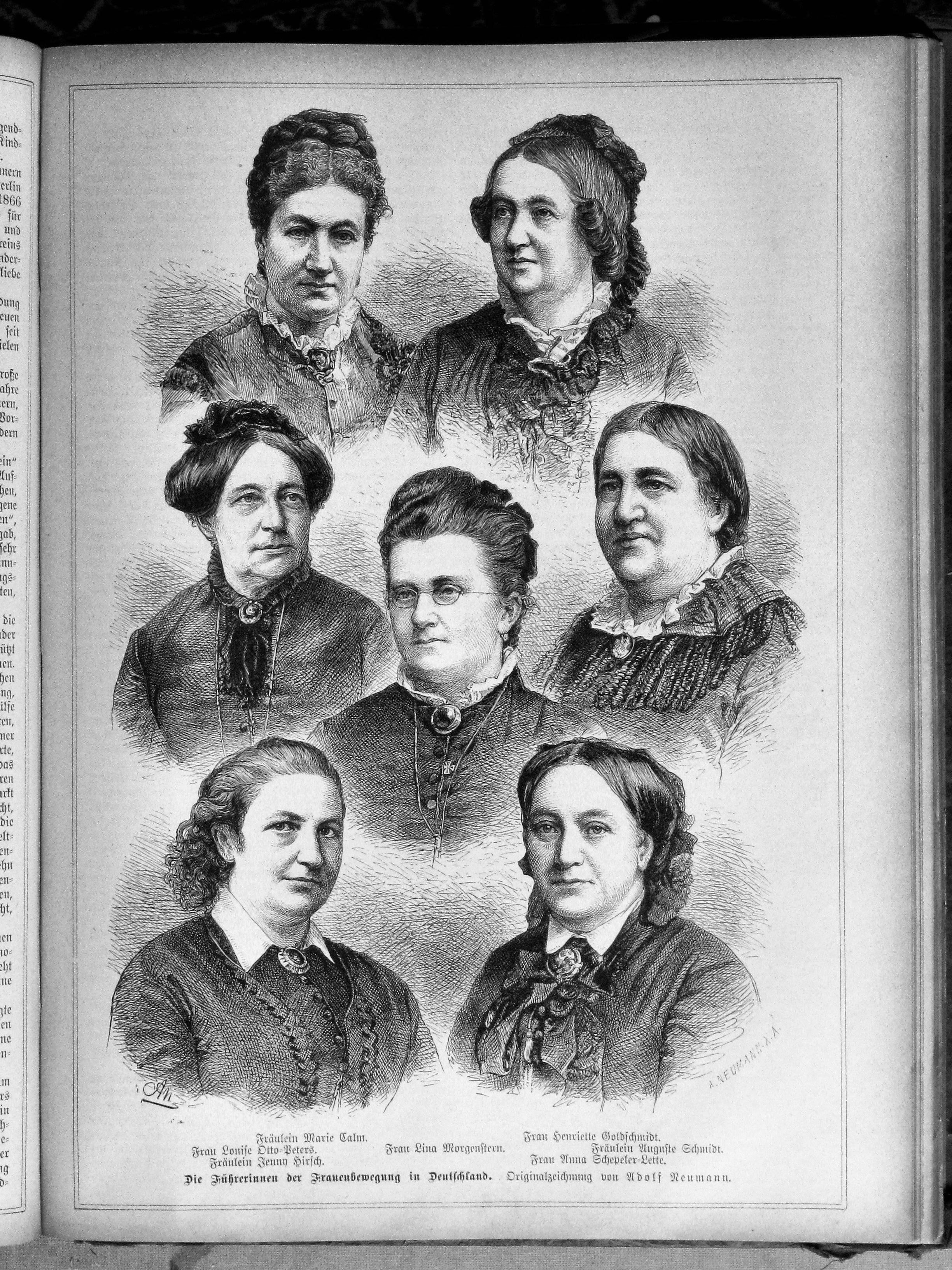
تصویر سال ۱۸۸۳ از چند فمینیست برجسته، از جمله ماری کالم، لوئیز اوتو-پترس، جنی هیرش، لینا مورگنسترن، هنریتا گلدشمیidt، آگوسته اشمیت، و آنا شپه‌لر-لت
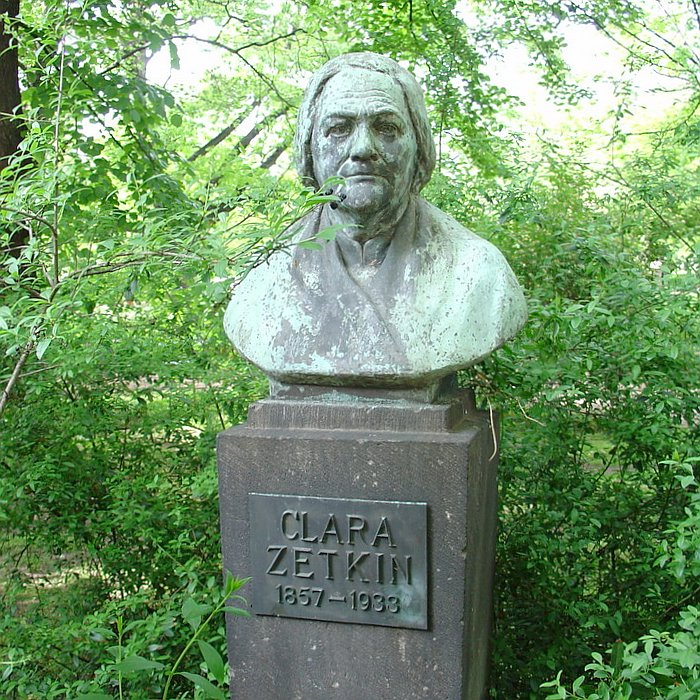
مجسمه کلارا زتکین در درسدن. زتکین عضو رایش‌تگ و یکی از بنیانگذاران روز جهانی زنان بود.

فمینیست‌های سوسیالیست در ترویج حقوق زنان طبقه کارگر فعال بودند. سازمان‌های سوسیالیستی، کمونیسم و سوسیال دموکراسی اعضای فمینیست داشتند که حقوق زنان را با موفقیت‌های مختلط ترویج می‌کردند. در دوران صعود ملی‌گرایی در این دوران، یکی از سازمان‌های فاشیسم که به‌طور علنی ضد فمینیستی بود، انجمن ملی آلمان برای کارمندان تجاری (Deutschnationaler Handlungsgehilfenverband یا DHV) بود که منافع طبقه تجار را ترویج می‌کرد. فرصت کمی برای فمینیست‌های طبقه کارگر و فمینیست‌های طبقه متوسط یا بالا برای همکاری با یکدیگر وجود داشت. گسترش اقتصاد صنعتی آلمان در دهه ۱۸۹۰ و تا جنگ جهانی اول زنان بیشتری را وارد نیروی کار کرد. با این حال، همکاری بین طبقات اجتماعی در آن زمان «غیرقابل اجرا» بود.

امتیاز زنان در برابر فشارهایی که از طرف اتحادیه آلمانی برای جلوگیری از آزادی زنان، که شمار حامیان آن به چندصد نفر می‌رسید و از سال ۱۹۱۲ فعال بود و در سال ۱۹۲۰ منحل شد، به دست آمد. احساسات ضد فمینیستی در میان برخی از آلمانی‌ها مجموعه‌ای از استدلال‌ها علیه آزادی زنان را منعکس می‌کرد: 
استدلال‌ها علیه آزادی زنان متفاوت بود اما اغلب شامل احساساتی در مورد پست بودن زنان و فرمانبرداری زنان از مردان به عنوان حکم خداوند یا طبیعت بود. بیشتر اوقات و گاهی به‌طور اضافی، این استدلال‌ها شامل این اتهام‌ها می‌شد که تغییر در موقعیت زنان در جامعه از نظر اخلاقی اشتباه است، با سنت‌ها مخالف است و باعث کاهش اهمیت خانواده خواهد شد. این‌گونه استدلال‌ها گاهی به عنوان توجیهات محافظه‌کارانه و پدرسالارانه ظاهر می‌شد، مانند تمایل به «پناه دادن» زنان از دنیای عمومی.
نویسنده هدویگ دوم با نوشتارهای خود در اواخر قرن نوزدهم به جنبش فمینیستی در آلمان انگیزه بخشید و استدلال او این بود که نقش‌های زنان توسط جامعه ساخته شده‌اند و نه یک ضرورت بیولوژیکی. در این دوره، طیف وسیع‌تری از نوشته‌های فمینیستی از زبان‌های دیگر به آلمانی ترجمه می‌شد که گفت‌وگوهای فمینیستی را برای زنان آلمانی عمیق‌تر می‌کرد.

#### دسترسی به آموزش
در کتاب جنسیت در آموزش، یا، فرصت برابر برای دختران (۱۸۷۳)، مربی ادوارد اچ. کلارک استانداردهای آموزشی در آلمان را بررسی کرد. او دریافت که تا دهه ۱۸۷۰، آموزش رسمی برای دختران طبقات متوسط و بالا در شهرهای آلمان معمول بود، اگرچه این آموزش در ابتدای منارک که معمولاً وقتی دختر ۱۵ یا ۱۶ ساله می‌شد پایان می‌یافت، متوقف می‌شد. پس از این، آموزش او ممکن بود در خانه با معلمان خصوصی یا سخنرانی‌های گاه به گاه ادامه یابد. کلارک نتیجه گرفت که «واضح است که تصور اینکه آموزش پسران و دختران باید یکسان باشد، و اینکه این یکسان بودن همان چیزی است که برای پسران است، هنوز به ذهن آلمانی‌ها نفوذ نکرده است. این هنوز ایده آموزش یکسان جنس‌ها را در آلمان توسعه نداده است.» آموزش برای دختران دهقانان رسمی نبود و آنها کارهای کشاورزی و خانه‌داری را از والدین خود می‌آموختند. این آموزش‌ها آنها را برای زندگی در شرایط سخت کشاورزی آماده می‌کرد. در سفر به آلمان، کلارک مشاهده کرد که: 
"دختران و زنان دهقان آلمانی در زمین و بازار مانند مردان کار می‌کنند و با آنها مانند مردان رفتار می‌کنند. هیچ‌کس که بازوهای قوی و عضلانی آنها را دیده باشد، نمی‌تواند در مورد قدرتی که با آن بیل و تبر را می‌زنند شک کند. من یک‌بار در خیابان‌های کوبلنتز، زنی را دیدم که به یک خر بست شده بود و همانطور که مردی با شلاق در دست تیم را راند، حرکت می‌کرد. کسانی که نظاره‌گر بودند، به نظر نمی‌رسید که این صحنه را به عنوان یک نمایش غیرمعمول ببینند."
زنان جوان طبقه متوسط و بالا شروع به فشار آوردن به خانواده‌های خود و دانشگاه‌ها برای اجازه دسترسی به آموزش عالی کردند. آنیتا آسپیورگ، اولین زن فارغ‌التحصیل دانشگاهی در آلمان، با مدرک حقوق از دانشگاه زوریخ سوئیس فارغ‌التحصیل شد. چندین زن آلمانی دیگر که نتوانسته بودند وارد دانشگاه‌های آلمان شوند، به دانشگاه زوریخ رفتند تا آموزش خود را ادامه دهند. در سال ۱۹۰۹، دانشگاه‌های آلمان بالاخره به زنان اجازه ورود دادند—اما فارغ‌التحصیلان زن قادر به انجام حرفه خود نبودند، زیرا آنها از «تمرین حرفه‌ای خصوصی و مشاغل اداری عمومی برای وکلا» محروم بودند. اولین آژانس حقوقی زنان توسط ماری استریت در سال ۱۸۹۴ تأسیس شد؛ تا سال ۱۹۱۴، ۹۷ آژانس حقوقی مشابه وجود داشت که برخی از آنها از فارغ‌التحصیلان زن حقوق استفاده می‌کردند.

### آلمان وایمار
پس از اعطای حق رای به زنان، حقوق زنان در آلمان در دوره جمهوری وایمار پیشرفت‌های قابل توجهی داشت. قانون اساسی وایمار ۱۹۱۹ برابری در آموزش برای دو جنس، فرصت برابر در انتصاب‌ها در خدمات کشوری و پرداخت مساوی در حرفه‌ها را تصویب کرد. این تغییرات آلمان را در گروه کشورهای پیشرفته از نظر حقوق قانونی زنان قرار داد (چکسلواکی، ایسلند، لیتوانی و اتحاد جماهیر شوروی نیز در حرفه‌ها هیچ تفاوتی میان دو جنس نداشتند، در حالی که کشورهایی همچون فرانسه، بلژیک، هلند، ایتالیا و نروژ در طول دوره میان‌جنگی هنوز محدودیت‌هایی برای زنان در حرفه‌ها داشتند). رایش‌تاگ آلمان در سال ۱۹۲۶ دارای ۳۲ نماینده زن بود (۶٫۷٪ از رایش‌تاگ)، که نمایندگی زنان در سطح ملی را به آلمان اعطا کرد و از کشورهای مانند بریتانیای کبیر (۲٫۱٪ از مجلس عوام بریتانیا) و ایالات متحده (۱٫۱٪ از مجلس نمایندگان ایالات متحده آمریکا) پیشی گرفت؛ این تعداد در سال ۱۹۳۳ به ۳۵ نماینده زن در رایش‌تاگ رسید، درست پیش از دیکتاتوری نازی‌ها، در حالی که بریتانیا هنوز تنها ۱۵ عضو زن در مجلس عوام بریتانیا داشت.
گروه پوشش‌دهنده سازمان‌های فمینیستی، Bund Deutscher Frauenvereine (BDF؛ فدراسیون انجمن‌های زنان آلمان)، در دوره میان‌جنگ همچنان نیروی غالب در فمینیسم آلمان باقی ماند. این سازمان در آغاز جنگ جهانی اول حدود ۳۰۰٬۰۰۰ عضو داشت و در دهه ۱۹۲۰ به بیش از ۹۰۰٬۰۰۰ عضو رسید؛ با این حال، گفته شده است که عضویت طبقه متوسط در این سازمان به دور از رادیکالیسم بود و کلیشه‌ها و مسئولیت‌های بورژوایی مادرانه را ترویج می‌کرد. گروه‌های فمینیستی دیگری نیز حول اعتقادات مذهبی سازمان‌دهی شده بودند و گروه‌های فمینیستی کاتولیک، پروتستان و یهودی وجود داشتند.
فمینیست‌های برجسته این دوره شامل هلن لانگه (عضو بنیان‌گذار هیئت‌مدیره BDF و فعال حق رای زنان که در سنای هامبورگ خدمت کرد)، شریک زندگی او گرترود بایومر (نویسنده و نماینده رایش‌تاگ از ۱۹۱۹ تا ۱۹۳۲)، هلن اشتوکر (صلح‌جویی، فعال جنسیتی، نویسنده و سردبیر مجله فمینیستی) و کلارا زتکین (فلسفه مارکسیستی، فعال حقوق زنان و نماینده رایش‌تاگ از ۱۹۲۰ تا ۱۹۳۳) بودند. دهه ۱۹۲۰ همچنین شاهد ظهور زن جدید (Neue Frau) بود که توسط نویسندگانی همچون السا هرمان (So ist die neue Frau, 1929) و ایرمگارد کوئن (Das kunstseidene Mädchen, 1932، ترجمه شده به عنوان The Artificial Silk Girl, 1933) به تصویر کشیده شد.

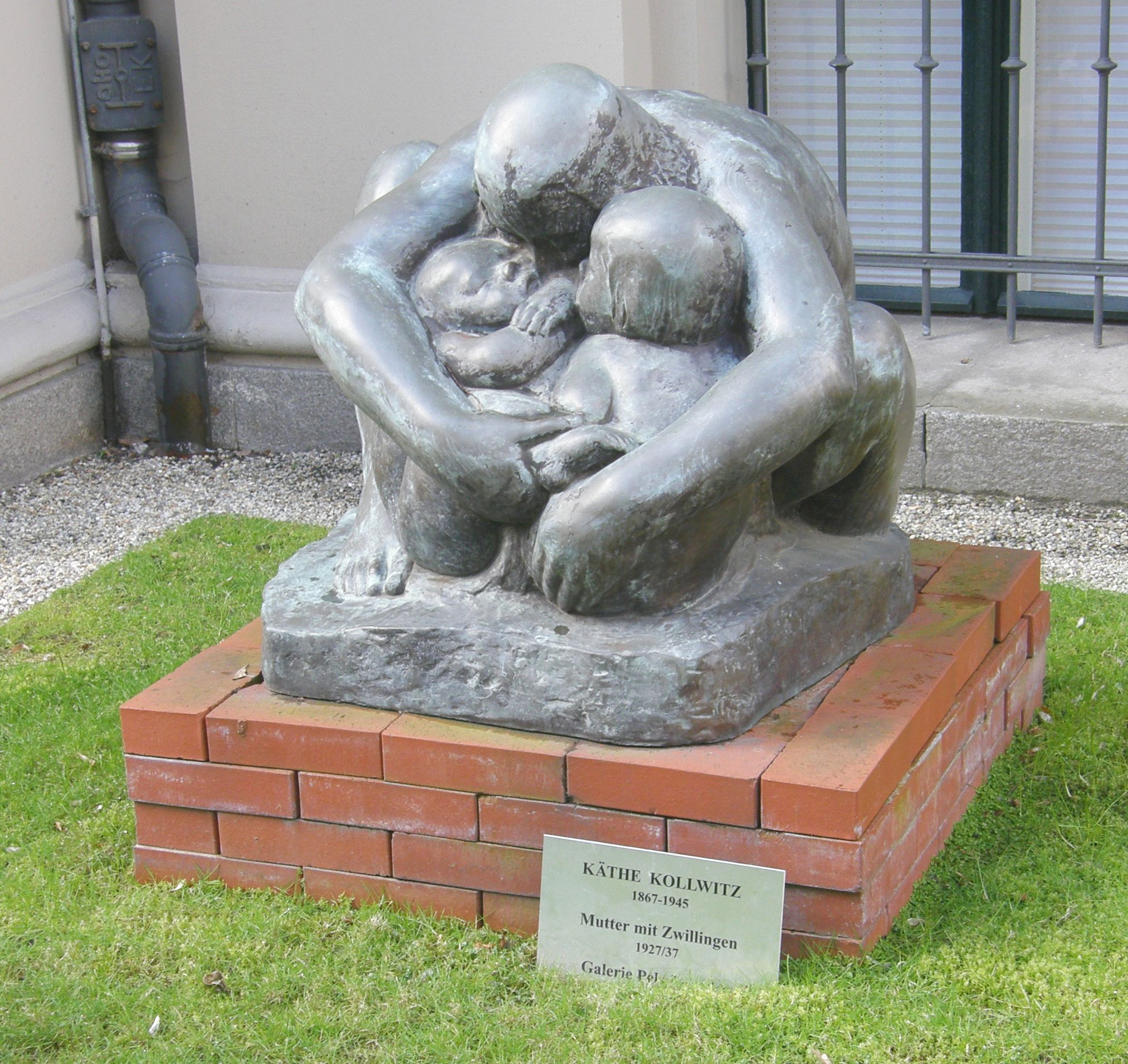
مادر و دوقلوها (۱۹۲۷/۳۷) اثر مجسمه‌ساز اکسپرسیونیسم کته کلویتس
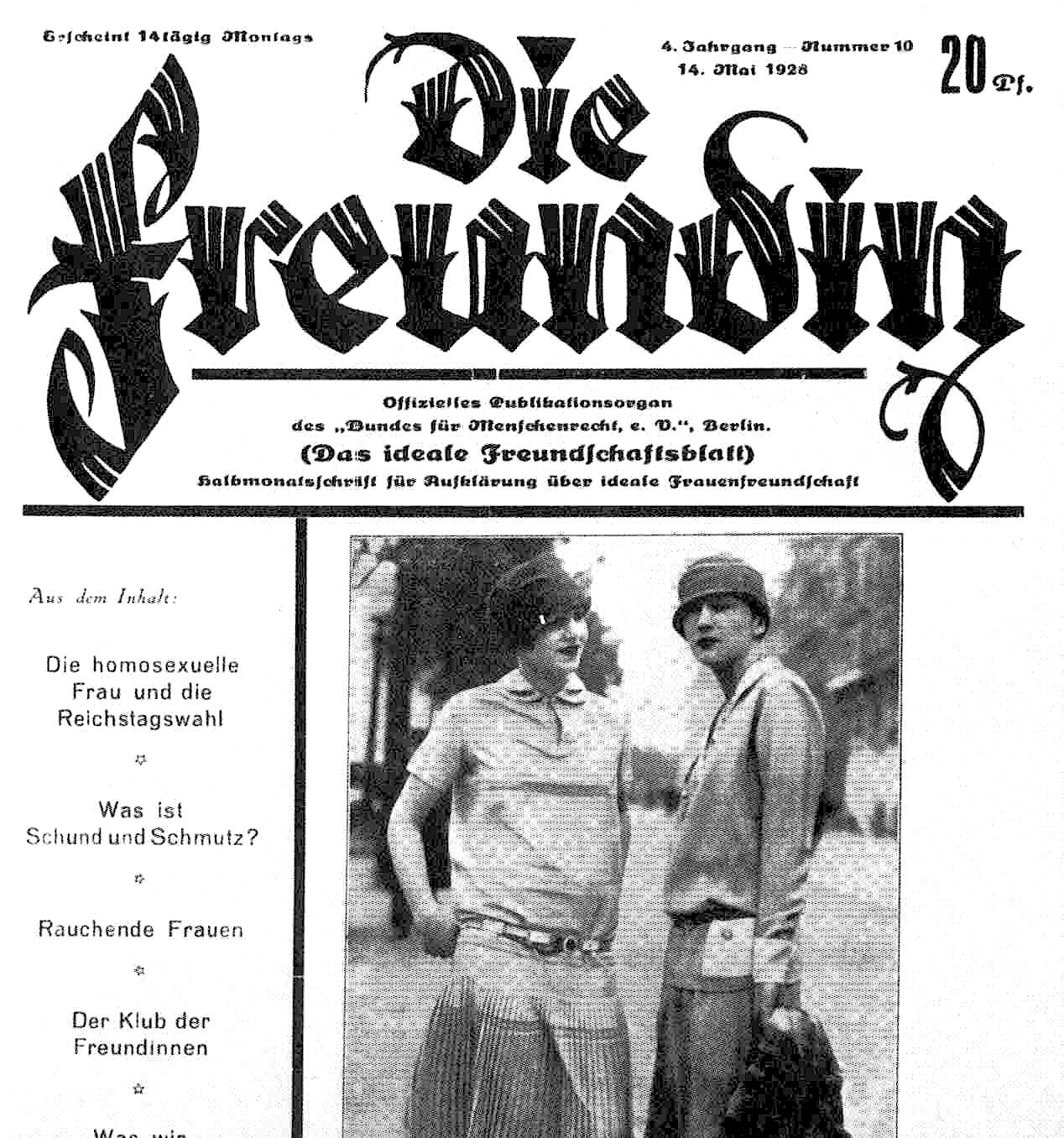
یک شماره از مجله لزبین، Die Freundin، ۱۹۲۸
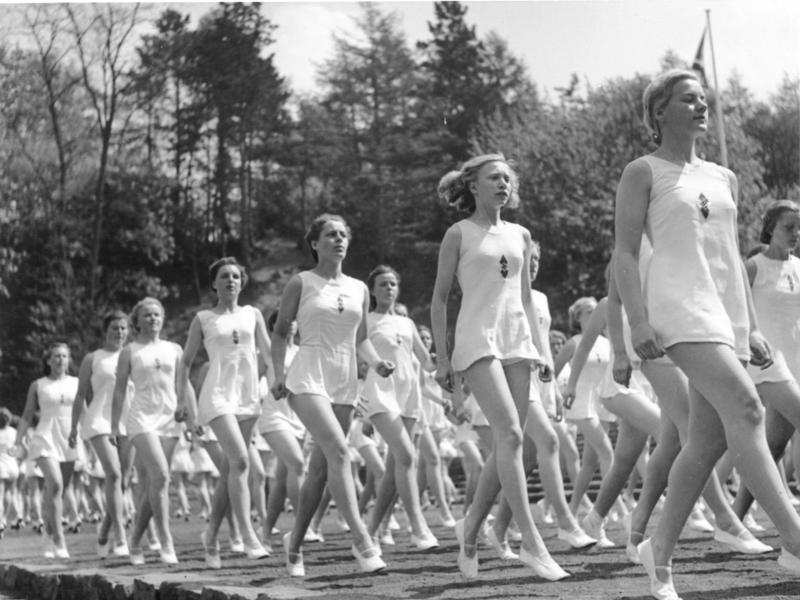
نمایش ژیمناستیک اتحادیه دختران آلمان (Bund Deutscher Mädel یا BDM)، ۱۹۴۱
زنان در حال شستن لباس در یک آبریز خیابانی در برلین، ژوئیه ۱۹۴۵

جمهوری وایمار دوره‌ای از تفرقه سیاسی در آلمان بود. همراه با هرج و مرج اقتصادی در سال‌های میان‌جنگ، فرهنگ وایمار به‌طور کلی درجه‌ای از آشفتگی اجتماعی داشت که به ویژه در شهر برلین تجربه می‌شد. بیوه‌های جنگ و فرزندانشان برای امرار معاش در شهری که گرسنگی، بیکاری و جرم‌های فراوانی در آن رواج داشت، با مشکلات زیادی مواجه بودند. در عین حال، آزادی در آداب اجتماعی به این معنا بود که زنان آزادی اجتماعی داشتند که تا پیش از آن تجربه نکرده بودند. سوسیالیست‌ها و کمونیست‌ها به ویژه درخواستی برای دسترسی آزاد به پیشگیری از بارداری و سقط جنین مطرح کردند و بیان کردند: «بدن شما متعلق به شماست».

### دوره نازی
مورخان توجه ویژه‌ای به تلاش‌های آلمان نازی برای معکوس کردن پیشرفت‌های زنان قبل از سال ۱۹۳۳، به‌ویژه در دوره لیبرالیسم جمهوری وایمار، داشته‌اند. به نظر می‌رسد که نقش زنان در آلمان نازی بر اساس شرایط تغییر کرد. نظریه‌پردازان نازی‌ها معتقد بودند که زنان باید تابع مردان باشند، از حرفه‌ها خودداری کنند، خود را وقف بارداری و تربیت کودکان کنند و همیار پدر غالب سنتی در خانواده سنتی باشند. با این حال، قبل از سال ۱۹۳۳، زنان نقش‌های مهمی در سازمان نازی ایفا می‌کردند و به آن‌ها برخی از خودمختاری‌ها برای بسیج سایر زنان داده شده بود. پس از روی کار آمدن آدولف هیتلر در سال ۱۹۳۳، زنان فعال با زنان بوروکراتی جایگزین شدند که بر فضایل زنانه، ازدواج و زایمان تأکید داشتند. با آماده شدن آلمان برای جنگ، تعداد زیادی از زنان به بخش عمومی وارد شدند و با نیاز به بسیج کامل کارخانه‌ها در سال ۱۹۴۳، همه زنان موظف به ثبت‌نام در اداره اشتغال شدند. دستمزد زنان همچنان نابرابر باقی ماند و زنان از تصدی پست‌های رهبری یا کنترل محروم بودند.
در سال ۱۹۳۴، هیتلر اعلام کرد: «[جهان یک زن] شوهر، خانواده، فرزندان، خانه اوست.» بالاترین وظیفه زنان مادر بودن بود. قوانین که از حقوق زنان محافظت می‌کردند، لغو شدند و قوانین جدیدی معرفی شدند تا زنان را به خانه و نقش‌هایشان به‌عنوان همسر و مادر محدود کنند. زنان از پست‌های دولتی و دانشگاهی محروم شدند. گروه‌های حقوق زنان مانند BDF معتدل منحل شدند و با گروه‌های اجتماعی جدیدی جایگزین شدند که ارزش‌های نازی را تقویت می‌کردند، تحت رهبری حزب نازی و مسئول امور زنان در آلمان نازی، رایشس‌فراوئن‌فیوررین گرترود شولتس کلینک.
در سال‌های ۱۹۴۴–۴۵، بیش از ۵۰۰٬۰۰۰ زن داوطلب به‌عنوان کمکی‌های یونیفورم‌پوش در نیروهای مسلح آلمان (ورماخت) خدمت کردند. تقریباً تعداد مشابهی در دفاع هوایی مدنی خدمت کردند، ۴۰۰٬۰۰۰ نفر به‌عنوان پرستار داوطلب شدند و بسیاری دیگر جایگزین مردانی شدند که به جبهه جنگ فرستاده شده بودند. در لوفت‌وافه، آن‌ها در نقش‌های رزمی خدمت می‌کردند و به عملیاتی کردن سیستم‌های ضدهوایی که بمب‌افکن‌های متفقین را سرنگون می‌کردند، کمک می‌کردند.

### آلمان غربی، آلمان شرقی

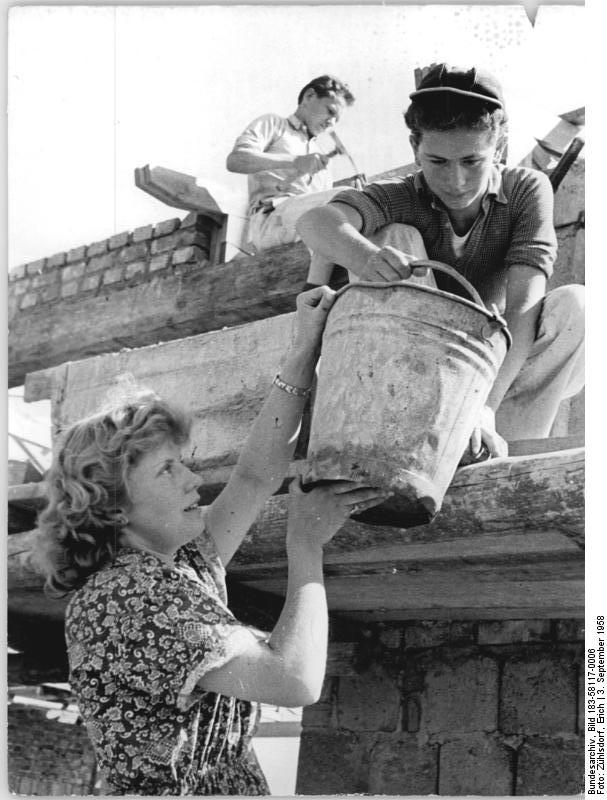
کارگران زن در آلمان شرقی، ۱۹۵۸

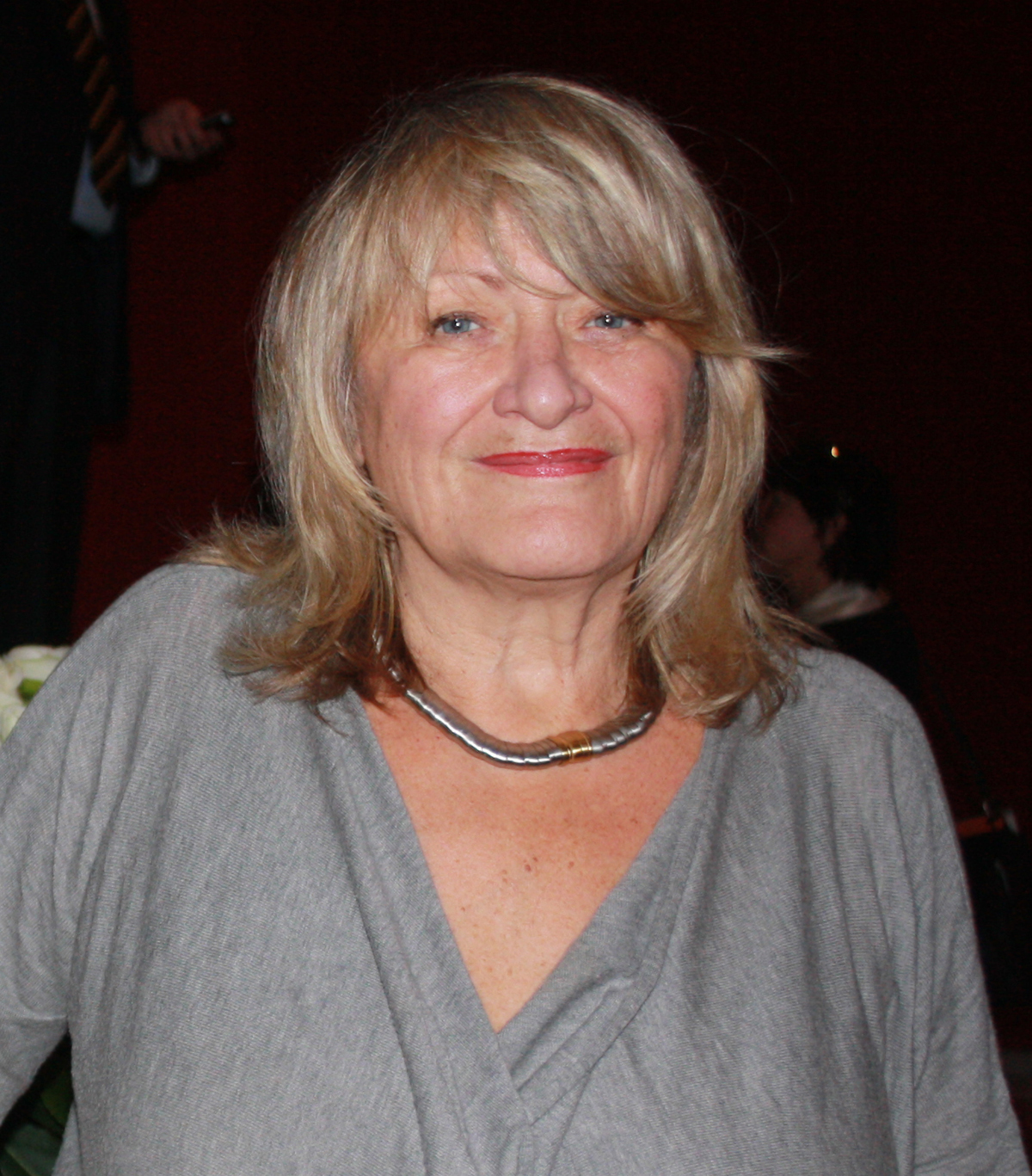
آلیس شوارتسر، بنیان‌گذار مجله اِما و برجسته‌ترین فمینیست آلمان، ۲۰۱۰

در دوره پس از جنگ، زندگی سیاسی در آلمان به‌طور کلی ماهیت محافظه‌کاری داشت: 
نخبگان سیاسی ابتدا تحت تسلط حزب CDU بودند که بر رشد اقتصادی تمرکز داشت و از حمایت منافع تجاری مستقر و نخبگان محلی مختلف برخوردار بود، و سپس توسط حزب SDP با پایگاه سنتی خود در سازمان‌های کارگری مردانه کنترل می‌شد.
 تغییرات جمعیتی که از جنگ جهانی دوم ناشی شده بود، باعث شد که زنان در چندین دهه سهم بیشتری از جمعیت انتخاب‌کننده را تشکیل دهند، اما این موضوع منجر به نمایندگی قابل توجهی در دولت نشد؛ تا سال ۱۹۸۷، زنان تنها ۱۰٪ از نمایندگان بوندستاگ را تشکیل می‌دادند. زنان از تحصیلات کمتری برخوردار بودند و کمتر احتمال داشت که در حرفه‌ها یا صنعت خدمات شاغل شوند.
با این حال، پس از آنکه جمهوری فدرال آلمان گام‌هایی در مسیر بهبودی از عواقب جنگ جهانی دوم برداشت، مسائل فمینیستی شروع به برجسته شدن در آگاهی عمومی کرد. آثار نویسندگان فمینیست مانند بتی فریدان به زبان آلمانی ترجمه شد و یک نسل جدید از فمینیست‌های آلمانی برای تغییر اجتماعی تلاش کردند. ناامیدی از احزاب سیاسی سنتی و حتی از فعالان معمول مارکسیسم به رشد سیاست‌های چپ تندرو در دهه ۱۹۷۰، از جمله گروه‌های مسلح منجر شد. روته زورا یکی از گروه‌های تروریسم ضد پدرسالاری بود؛ این گروه بین سال‌های ۱۹۷۴ تا ۱۹۹۵ حدود ۴۵ بمب‌گذاری و حملات آتش‌سوزی انجام داد، اما دستاورد کمی داشت. اولین حزبی که در آلمان حقوق برابر برای زنان را در برنامه خود قرار داد، حزب دموکرات آزاد آلمان بود که به لیبرالیسم کلاسیک گرایش داشت. توسعه‌ای در چپ که تأثیر طولانی‌مدتی داشت، تأسیس اتحاد ۹۰/سبزها در سال ۱۹۸۰ بود. فمینیست‌ها حزب سبزها را وادار کردند که اصلاحات سقط جنین را به‌عنوان «تعهد بی‌قید و شرط حزب» بگنجاند، و با ورود بیشتر فمینیست‌ها به رهبری حزب، حقوق زنان در اواسط دهه ۱۹۸۰ به‌طور برجسته مطرح شد. مشهورترین فمینیست آلمان غربی، آلیس شوارتسر، مجله فمینیستی محبوب EMMA را در سال ۱۹۷۷ بنیان‌گذاری کرد و همچنان سردبیر آن است.
سوسیالیسم دولتی در آلمان شرقی (جمهوری دموکراتیک آلمان) به‌طور ظاهری به معنای برابری بین جنسیت‌ها بود. نویسندگان مارکسیستی مانند فریدریش انگلس، آگوست ببل و کلارا زتکین در مورد نقش استثمار جنسیتی در سرمایه‌داری نوشته بودند. در جمهوری دموکراتیک آلمان، آگاهی عمومی از تضاد بین جنسیت‌ها کم بود، اگرچه حقوق زنان توسط گروه‌های فعال خاصی مورد بحث قرار می‌گرفت و توجه اشتازی را به خود جلب می‌کرد. خط مشی رسمی جمهوری دموکراتیک آلمان در دهه‌های ۱۹۶۰ و ۱۹۷۰ این بود که جنبش فمینیستی غربی «زن‌ستیز» است. زنان در جمهوری دموکراتیک آلمان به‌طور عمومی زندگی سخت‌تری نسبت به زنان در آلمان غربی داشتند، به دلایل مختلف. علاوه بر هفته کاری طولانی‌تر برای کارگران جمهوری دموکراتیک آلمان، زنان سه‌چهارم کارهای خانه و مراقبت از کودکان را انجام می‌دادند. تعداد کمی از مردم خودرو داشتند و کمبود محصولات و صف‌های طولانی، کارهایی مانند خرید مواد غذایی را زمان‌برتر می‌کرد. اگرچه مردان پس از تولد فرزند می‌توانستند یک سال مرخصی والدین دریافت کنند، اما عملاً آن را نمی‌گرفتند. تا دهه ۱۹۷۰، برخی از نویسندگان جمهوری دموکراتیک آلمان مشاهده کرده بودند که نقش‌های اجتماعی زنان از وضعیت قانونی و اقتصادی آن‌ها عقب افتاده است. تا سال ۱۹۷۷، زنان در آلمان غربی بدون اجازه شوهرانشان نمی‌توانستند کار کنند. با این حال، زنان شروع به دریافت تمدیدهایی برای مرخصی زایمان با حقوق کردند که از نظر استانداردهای غربی سخاوتمندانه بود.

## فمینیسم در آلمان پس از اتحاد

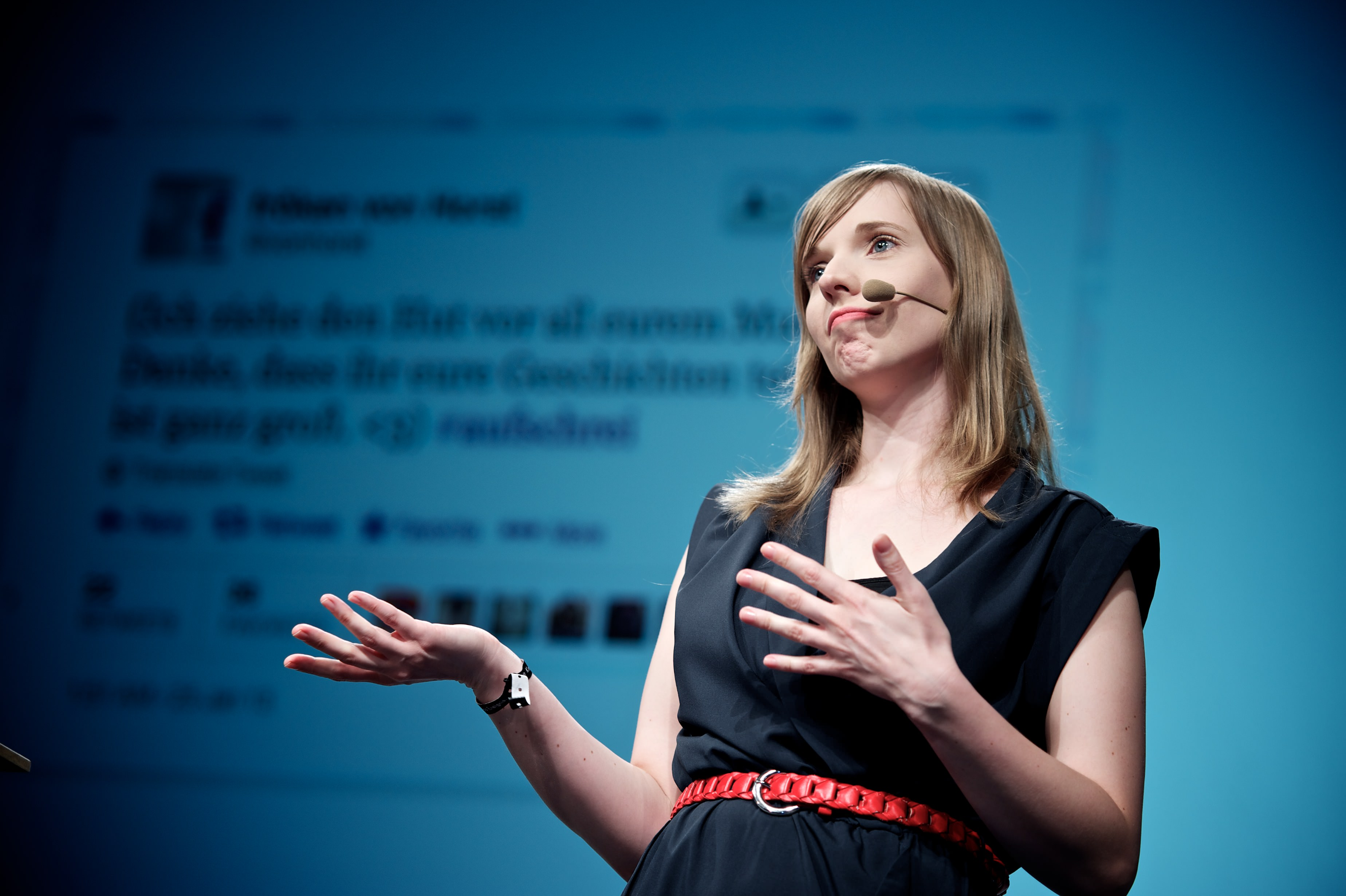
آنه ویزوره، بنیان‌گذار هشتگ #Aufschrei در سال ۲۰۱۳.

تا اوایل قرن ۲۱، مسایل مرتبط با اینترسکشنالیتی میان گروه‌های اجتماعی مختلف توجه تعداد بیشتری از فمینیست‌ها و دیگر اصلاح‌طلبان اجتماعی را در آلمان و خارج از آن جلب کرد. پس از دهه‌ها مبارزه برای کسب شناسایی قانونی به عنوان شهروند کامل، Gastarbeiter (کارگران مهمان) و فرزندان آن‌ها (که اغلب در آلمان متولد و بزرگ شده بودند) توانستند برخی اصلاحات را در سطح ملی در اواخر دهه ۱۹۹۰ به دست آورند. در این دوران، گروه‌های حقوق زنان به‌طور کلی مسئله کارگران مهمان را به عنوان یک مسئله فمینیستی مطرح نکردند. برخی موارد پراکنده از گروه‌های حقوق زنان وجود داشت که از حق رأی زنان کارگر مهمان و گنجاندن دیگر حقوق زنان در پیش‌نویس قانون ۱۹۹۸ کارگران مهمان حمایت کردند.
قبل از سال ۱۹۹۷، تعریف تجاوز جنسی در آلمان چنین بود: «هر کسی که زن را مجبور به داشتن رابطه جنسی خارج از ازدواج با خود یا شخص سومی کند، به زور یا تهدید به خطر زندگی یا عضو بدن، حداقل دو سال حبس خواهد شد.» در سال ۱۹۹۷ تغییراتی در قانون تجاوز جنسی ایجاد شد، تعریف آن گسترش یافت، جنسیت‌ناپذیر شد و معافیت ازدواج حذف گردید. پیش از این، تجاوز زناشویی تنها می‌توانست تحت عنوان «آسیب بدنی» (بند ۲۲۳ قانون مجازات آلمان)، «توهین» (بند ۱۸۵ قانون مجازات آلمان) و «استفاده از تهدیدات یا زور برای وادار کردن شخص به انجام، رنج بردن یا ترک کاری» (تهدید، بند ۲۴۰ قانون مجازات آلمان) که مجازات‌های کمتری داشتند، پیگیری شود. و به ندرت پیگیری می‌شد.

فمینیست آنه ویزوره دربارهٔ موج جدید فمینیسم نسل خود بحث کرد و گفت: 
بسیاری از فمینیست‌های نسل من اینترسکشنالیتی را بخش بسیار مهمی از فمینیسم می‌بینند؛ بنابراین، روش‌های همکاری ما متنوع‌تر شده‌اند، یا حداقل سعی می‌کنیم تا جایی که ممکن است متنوع باشیم. پس، وقتی در مورد خشونت جنسی صحبت می‌کنیم، این فقط خشونت جنسی علیه زنان سفیدپوست نیست، بلکه خشونتی است که زنان با روسری، به عنوان مثال، روزانه تجربه می‌کنند، یا زن ترنس، یا مردان نیز. این یک توسعه بسیار مهم است که ما در اینجا شاهد آن هستیم.
فمینیسم شبکه‌ای، جایی که فعالان حقوق زنان از رسانه‌های اجتماعی برای ارتباط و سازماندهی استفاده می‌کنند، یک روند در حال رشد میان فمینیست‌های جوان در آلمان است. سازمان زنان در اوکراین فمن که در سال ۲۰۰۸ تأسیس شد، از سال ۲۰۱۳ به آلمان گسترش یافت. شعبه‌هایی در برلین و هامبورگ تأسیس شده‌اند. در اواخر سال ۲۰۱۲ و اوایل ۲۰۱۳، توییتر به عنوان رسانه‌ای برای اعتراضات گسترده علیه انواع آزارهای جنسی معمول تبدیل شد. با استفاده از هشتگ #aufschrei (فریاد)، بیش از ۱۰۰٬۰۰۰ توییت (پیام) ارسال شد تا تجربیات شخصی از آزار را اعتراض کنند و آگاهی عمومی در مورد این مسئله را افزایش دهند و پوشش خبری ملی و بین‌المللی ایجاد کنند.
نمایندگی زنان در دولت و نیروی کار در اوایل قرن ۲۱ پیشرفت‌هایی داشته است. صدراعظم آلمان، آنگلا مرکل، نقش کلیدی خود را در سیاست‌های اروپایی تثبیت کرده است. دوران مرکل در مقام صدراعظم بدون جنجال‌هایی مرتبط با قانون‌گذاری حقوق زنان نبوده است؛ در سال ۲۰۱۳، او با پیشنهاد اتحادیه اروپا برای معرفی سهمیه ۴۰ درصدی زنان در هیئت‌مدیره‌های اجرایی تمامی شرکت‌های عمومی با بیش از ۲۵۰ کارمند تا سال ۲۰۲۰ مخالفت کرد، زیرا این را نقض امور کشورهای عضو می‌دانست. وزیر کار آلمان، اورزولا فون در لاین، که از این سهمیه در آلمان حمایت می‌کرد، دستوری کتبی از مرکل دریافت کرد تا «مخالفت وزارت‌خانه‌اش با دستور اتحادیه اروپا را تغییر دهد تا کابینه بتواند چهره واحدی به مقامات اتحادیه اروپا نشان دهد». با این حال، در مارس ۲۰۱۵ حزب حزب سوسیال دموکرات آلمان در این زمینه پیروز شد. قانونی جدید ایجاب می‌کند که حدود ۱۰۰ شرکت ۳۰ درصد از کرسی‌های هیئت‌مدیره نظارتی خود را به زنان اختصاص دهند که از سال ۲۰۱۶ آغاز می‌شود. علاوه بر این، ۳٬۵۰۰ شرکت ملزم به ارائه برنامه‌هایی برای افزایش سهم زنان در پست‌های مدیریتی بالاتر هستند.

## مطالعه بیشتر
- Abrams, Lynn and Elizabeth Harvey, eds. Gender Relations in German History: Power, Agency, and Experience from the Sixteenth to the Twentieth Century (1997).
- Anthony, Katharine Susan. Feminism in Germany and Scandinavia (New York: 1915).  online
- Evans, Richard J. The Feminist Movement in Germany, 1894–1933 (1976).
  - Evans, Richard J (1976). "Feminism and Female Emancipation in Germany 1870–1945: Sources, Methods, and Problems of Research". Central European History. 9 (4): 323–351. doi:10.1017/S0008938900018288. S2CID 145356083.
- Ferree, Myra Marx (1993). "The rise and fall of" mommy politics": Feminism and unification in (East) Germany". Feminist Studies. 19 (1): 89–115. doi:10.2307/3178354. hdl:2027/spo.0499697.0019.106. JSTOR 3178354.
- Feree, Myra Marx.Varieties of Feminism: German Gender Politics in Global Perspective, Stanford University Press 2012, شابک ‎۹۷۸-۰-۸۰۴۷-۵۷۶۰-۷
- Frevert, Ute. Women in German History from Bourgeois Emancipation to Sexual Liberation (1989).
- Goldberg, Ann. "Women And Men: 1760–1960." in Helmut Walser Smith, ed. , The Oxford Handbook of Modern German History (2011): 71– 90.
- Honeycutt, Karen (1979). "Socialism and Feminism in Imperial Germany". Signs. 5 (1): 30–41. doi:10.1086/493681. JSTOR 3173532. S2CID 144762827.
- Cristina Perincioli. Berlin wird feministisch. Das Beste, was von der 68er-Bewegung blieb. Querverlag, Berlin 2015, شابک ‎۹۷۸−۳−۸۹۶۵۶−۲۳۲−۶ free access to complete English translation: http://feministberlin1968ff.de/
- Quataert, Jean H. Reluctant Feminists in German Social Democracy, 1885-1917 (1979),

### تاریخ
- Hagemann, Karen, and Jean H. Quataert, eds. Gendering Modern German History: Rewriting Historiography (2008)
- Hagemann, Karen (2007). "From the Margins to the Mainstream? Women's and Gender History in Germany". Journal of Women's History. 19 (1): 193–199. doi:10.1353/jowh.2007.0014. S2CID 143068850.